# Овсепаван
Овсепаван (вірм. Հովսեփավան) — село у Аскеранському районі Нагірно-Карабаської Республіки. Село розташоване на річці Каркар, на трасі Степанакерт — Аскеран, поруч з селами Іванян, Айгестан, Гарав, Даграз та Кятук.